# Уроците на Блага
„Уроците на Блага“ е игрален филм от 2023 г. на режисьора Стефан Командарев.
В главната роля е Ели Скорчева като Блага – пенсионирана учителка от Шумен, страдаща от скорошната смърт на съпруга си, която става жертва на телефонна измама, докато се опитва да събере пари за паметната плоча на гроба му.
Това е първият филм, в който Ели Скорчева участва от 1992 г. насам. Филмът печели награда Кристален глобус на 57-ия международен филмов фестивал в Карлови Вари, Чехия.

## Актьорски състав
- Ели Скорчева
- Стефан Денолюбов
- Ивайло Христов
- Иван Бърнев
- Герасим Георгиев – Геро
- Розалия Абгарян
- Асен Батечки
- Ирини Жамбонас

## Награди
- Международен кинофестивал Карлови Вари, Чехия, 2023 – Най-добра женска роля
- Златна Роза 2023 – Най-добра женска роля
- Международният филмов фестивал в Прищина 2023 – Най-добър актьор